# Priaboniense
| Era Eratema | Periodo Sistema | Época Serie | Edad Piso                | Inicio, en millones de años |
| ----------- | --------------- | ----------- | ------------------------ | --------------------------- |
| Cenozoico   | Cuaternario     | Cuaternario | Cuaternario              | 2,588                       |
| Cenozoico   | Neógeno         | Neógeno     | Neógeno                  | 23,04                       |
| Cenozoico   | Paleógeno       | Oligoceno   | Chattiense Chattiano     | 27,3                        |
| Cenozoico   | Paleógeno       | Oligoceno   | Rupeliense Rupeliano     | 33,9                        |
| Cenozoico   | Paleógeno       | Eoceno      | Priaboniense Priaboniano | 37,71                       |
| Cenozoico   | Paleógeno       | Eoceno      | Bartoniense Bartoniano   | 41,03                       |
| Cenozoico   | Paleógeno       | Eoceno      | Luteciense Lutetiano     | 48,07                       |
| Cenozoico   | Paleógeno       | Eoceno      | Ypresiense Ypresiano     | 56,00                       |
| Cenozoico   | Paleógeno       | Paleoceno   | Thanetiense Thanetiano   | 59,24                       |
| Cenozoico   | Paleógeno       | Paleoceno   | Selandiense Selandiano   | 61,66                       |
| Cenozoico   | Paleógeno       | Paleoceno   | Daniense Daniano         | 66,0                        |

El Priaboniense o Priaboniano es el cuarto y último piso y edad del Eoceno en la escala temporal geológica. Sucede al Bartoniense y precede al Rupeliense (primer piso del Oligoceno). Se inició hace unos 37,71 millones de años y terminó hace unos 33,9 millones de años.
El nombre Priaboniense se introdujo en la cronoestratigrafía por los geólogos franceses, Ernest Munier-Chalmas y Albert de Lapparent en 1893. El piso lleva el nombre de la pequeña villa de Priabona (Monte di Malo, Italia).
El final del Priaboniense (es decir, el paso del Eoceno al Oligoceno) está marcado por la «gran ruptura» (Grande Coupure), un episodio de extinciones, de cambios faunísticos, seguido de abundante especiación, detectado inicialmente por el paleontólogo suizo Hans Georg Stehlin en 1909 en las faunas europeas.

## Sección estratotipo y punto de límite global (GSSP)
La sección estratotipo y punto de límite global (GSSP) para la base del Priaboniense se encuentra en la sección de Alano di Piave (provincia de Belluno, Italia). Se caracteriza por la última aparición de los foraminíferos   planctónicos acarínidos grandes y Morozovelloides crassatus, la aparición del nanopláncton calcáreo Cribrocentrum erbae y la última aparición de Chiasmolithus grandis, y coincide con la base del cron C17n y la base del subcrón C17n.2n. El GSSP fue aprobado por la Comisión Internacional de Estratigrafía en enero de 2020 y ratificado por la Unión Internacional de Ciencias Geológicas en febrero del mismo año.
El techo del Priaboniense se define por el GSSP de la base del Rupeliense, que se caracteriza por la última aparición de los foraminíferos Hantkenina y Cribrohantkenina, dentro de las zonas de nanoplancton calcáreo NP21 y CP16a y dentro del cron de polaridad magnética inversa 13R1. 

## Flora y fauna

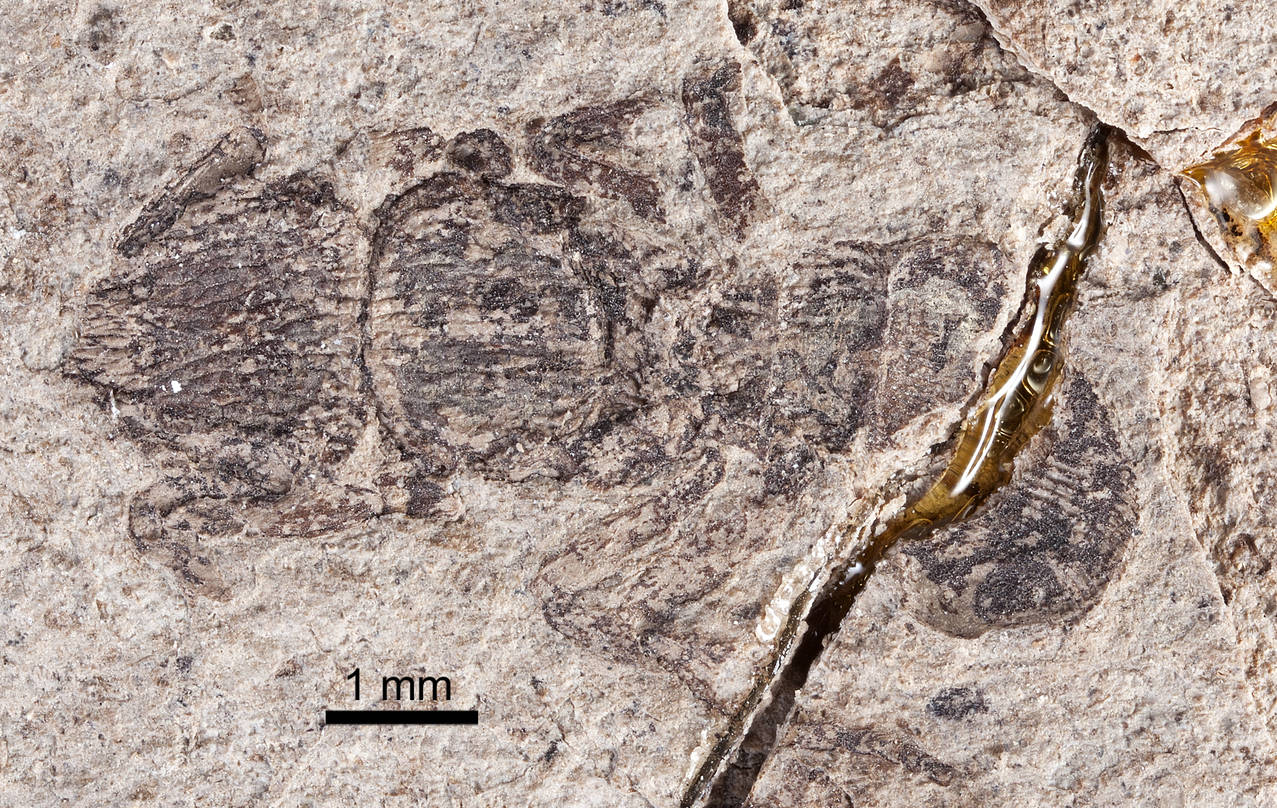
Fósil holotipo de la hormiga Eulithomyrmex rugosus (subfam. Agroecomyrmecinae) del Priaboniense de la Formación Florissant (Florissant, Colorado, EE. UU), Museo de Zoología Comparada.

Se han encontrado restos fósiles del género Apidium, perteneciente al infraorden de los Catarrhini, presuntos antepasados comunes de los Hominoidea (la superfamilia del ser humano). También se han hallado fósiles de la superfamilia Cercopithecoidea, perteneciente también a los Catarrhini.
Se han datado fósiles de Aegyptopithecus zeuxis en torno a los 35 millones de años en el continente africano, sobre todo en Egipto, un simio primitivo de la familia Propliopithecidae.
Fauna
Artrópodos
- Dorytomus electrinus
- Oxycraspedus poinari
- Palaeodexipeus kirejtshuki
- Succinalophus attenboroughi

Mamíferos
- Basilosaurus